# حوروس پرنده
حوروس پرنده (انگلیسی: Horus Bird) که با نام حوروس-با نیز شناخته می‌شود، ممکن است یکی از فرعون‌هایی بوده باشد که برای مدت بسیار کوتاهی میان دودمان نخست و دودمان دوم مصر سلطنت کرده است. محل دفن حوروس پرنده ناشناخته باقی مانده است.